# SK Mars Ljubljana
SK Mars bio je slovenski nogometni klub iz Ljubljane. Djelovao je u međuratnom razdoblju.

## O klubu
Klupsko igralište nalazilo se u neposrednoj blizini stare ljubljanske klaonice, točnije između Poljanske ceste, dolenjske željezničke pruge i Gruberjevog kanala. Poljanci su igrali u prvorazrednim sustavima natjecanja Ljubljanskog nogometnog podsaveza u sezonama 1937./38., 1938./39., 1939./40. i 1940./41. Najuspješniji su bili u sezoni 1940./41., kada su na premijeri jedinstvenog prvenstva Slovenskog nogometnog saveza u konkurenciji osam klubova ostvariličetvrto mjesto. Spajanjem ljubljanskih nogometnih velikana Ilirije i Primorja najviše je dobio SK Mars, jer su u njihove redove prešli brojni stariji igrači Ilirije i Primorja koji nisu našli svoje mjesto u novom klubu SK Ljubljana. Među njima su bila najpoznatija imena Julij Sočan, Janez Pišek, Miodrag "Vane" Doberlet, Viktor Hassl i Lojze Gvardjančič. Najbolji igrači u klupskoj povijesti svakako su Stane Žigon koji je u dresu Marsa nastupio više od 200 puta te Ivo Vrhovec koji je za momčad Marsa nastupio više od 250 puta.

## Unutarnje poveznice
- Ljubljana

## Vanjske poveznice
- Zgodovina nogometa v Kraljevini SHS/Jugoslaviji in v času okupacije